# Negro World
Negro World fu un settimanale fondato nel gennaio del 1918 a New York da Marcus Garvey che fu la voce della Universal Negro Improvement Association and African Communities League, un'organizzazione fondata dallo stesso Garvey quattro anni prima per diffondere le sue idee in merito all'orgoglio nero e identità razziale. La rivista costava cinque centesimi ed includeva un editoriale in prima pagina di Garvey, seguito da poesie ed articoli di interesse internazionale per le persone di discendenza africana. Sotto la direzione di Amy Jacques Garvey il giornale aveva una rubrica di un'intera pagina intitolata, "Le nostre donne e quello che pensano".

Il giornale aveva una distribuzione di più di cinquecentomila copie settimanali (tra abbonati e non) al suo picco di vendite. In alcuni territori coloniali la rivista fu bandita, in Africa orientale anche con la pena di morte per i possessori, così veniva distribuita clandestinamente dai marinai neri che arrivavano in quelle zone. La rivista cessò la pubblicazione nel 1933.

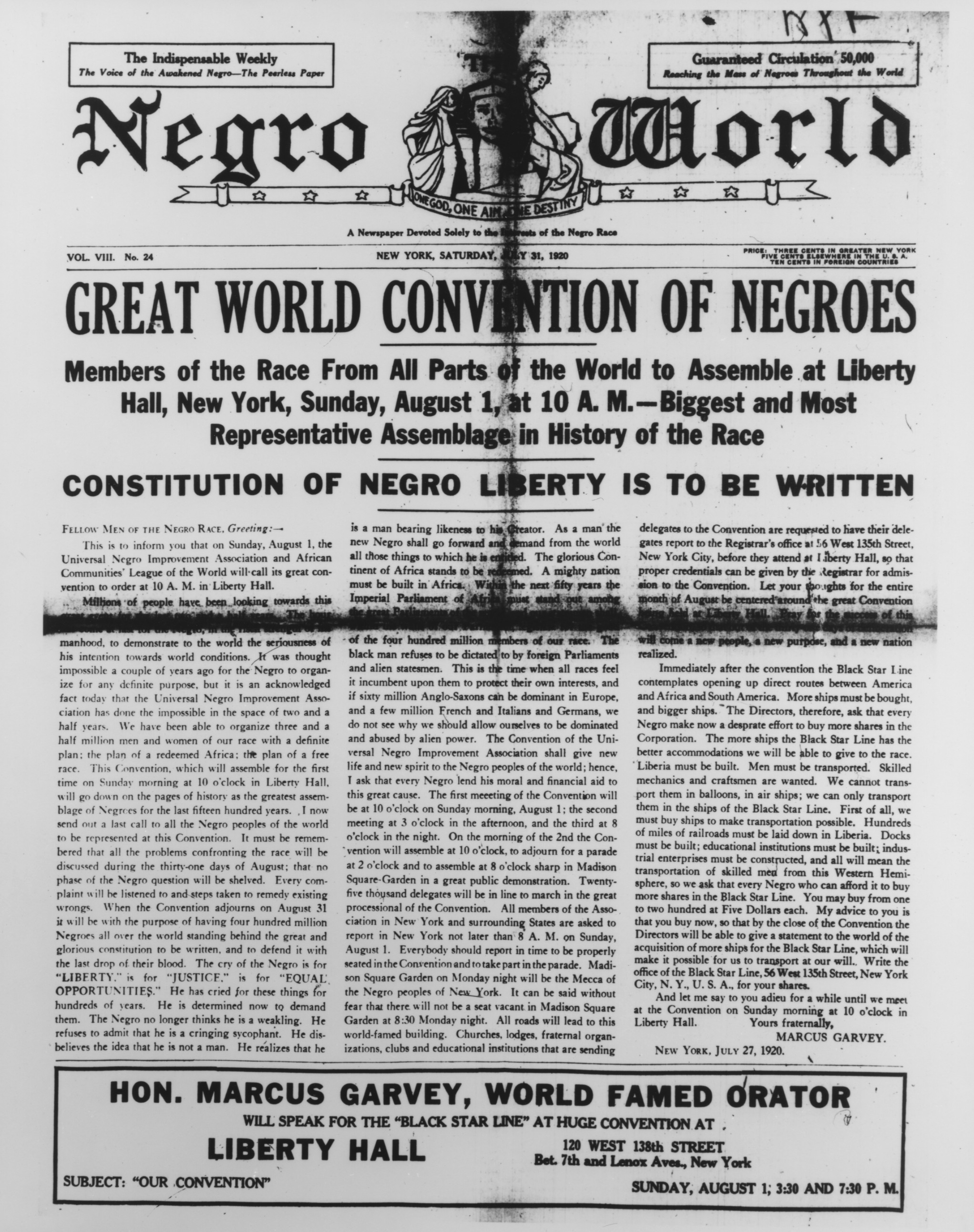
Cover of Negro World, July 31, 1920

Alcuni direttori e contributori di Negro World sono stati:
- Zora Neale Hurston
- Duse Mohamed Ali
- Amy Ashwood Garvey
- Amy Jacques Garvey
- Carter Godwin Woodson
- W. A. Domingo
- Hubert Henry Harrison
- Timothy Thomas Fortune
- Arthur Schomburg
- John G. Jackson
- John Edward Bruce
- William Henry Ferris
- Norton G. G. Thomas
- Eric Walrond

## Fonti
- Il movimento rastafari (PDF), su tesionline.it.